# خيسوس لورونيو
خيسوس لورونيو (بالإسبانية: Jesús Loroño)‏ (مواليد 10 يناير 1926 - الوفاة 12 أغسطس 1998) كان دراج إسباني في صنف سباق الدراجات على الطريق.

## سباقات أو مراحل فاز بها
- طواف فرنسا
- طواف إسبانيا

## روابط خارجية
- خيسوس لورونيو على موقع أرشيف الدراجات (الإنجليزية)
- خيسوس لورونيو على موقع إحصائيات الدراجات الإحترافية (الإنجليزية)
- خيسوس لورونيو على موقع CycleBase (الإنجليزية)